# Ławeczka Władysława Stanisława Reymonta w Kobielach Wielkich
Ławeczka Władysława Stanisława Reymonta – pomnik przedstawiający postać Władysława Stanisława Reymonta odsłonięty w 2012 w Kobielach Wielkich.
Autorem rzeźby jest Mariusz Chrząstek. Pomnik ma postać ławki pomnikowej. Wykonany jest częściowo z mosiądzu (ławka) oraz z żywicy (postać Władysława Stanisława Reymonta). Zlokalizowany jest na skwerze naprzeciwko gmachu Gminnego Ośrodka Kultury w Kobielach Wielkich. Obiekt znajduje się na Szlaku Pomnikowych Ławeczek PTTK.